# むすめーかー
『むすめーかー』は2008年12月19日にDigital Cuteより発売された18禁のパソコンゲーム（アダルトゲーム）ソフトである。
初回限定版特典としてWindows用アプリケーションソフト「むすめとごはん」と携帯・PC用システムボイス、壁紙集「むすめデスクトップ」が付属された。
2016年6月24日に、同作品にリニューアルを施した『むすめーかーHD』が発売された。

## 解説
調教ゲームに該当する本作は、定期的に迫る借金の返済日に合わせて少しずつ返済しつつ、一年をかけて娘を育てることを目的としており、その過程でプレイヤーは自分好みの育て方ができる。
総シナリオは容量4MBを超え、サブキャラクターのエンディングも存在する。
本作は、育成フェイズ（後述）と、調教フェイズに分かれており、条件によりアンロックされる調教やイベントも存在する。
また、本編とは別に様々なジャンルのミニゲームも用意されており、このうち『それゆけ! ぶるにゃんマン』は、のちに『それゆけ! ぶるにゃんマンHARDCORE!!!』という題名で単独作品として発売された。

### 育成フェイズ
娘を育成するフェイズ。娘たちのスケジュールはコマンドを入力する形で管理する形となっている。
コマンドの種類は「お勉強」・「バイト」・「せったい」・「おやすみ」・「とくべつ」が存在する。コマンドの実行によりアニメーションが再生される。このうち「バイト」は娘がアルバイトに励むものであり、「せったい」は娘を娼婦として働かせる内容になっている。いずれも娘の能力と報酬が比例しており、金銭面で余裕があるときは、アイテムを購入することもできる。
「けんこう」・「きりょく」・「みりょく」のステータスが存在し、このうち「けんこう」と「きりょく」が尽きてしまうと娘が病気になってしまう。

## あらすじ
普通の大学生である土屋 樹は、自殺した父の残した莫大な借金と、運営していた養護施設を相続する。
院長に就任した樹は、この養護施設が娼館でもあるという事実を知って衝撃を受けるが、借金返済のため、やむを得ず少女たちを調教して娼婦にせざるを得なくなる。

## 登場人物

### メインキャラクター
土屋 樹（つちや いつき）
本作の主人公。大学生。自殺した父から「土屋施設」を引き継ぎ院長になる。
みかん
声：有栖川みや美
樹と同時期に施設へ入院してきた女の子で、樹を兄のように慕う。両親を事故で失い、借金取りに追われ、施設に来た。
いちご
声：金田まひる
父親の蒸発により土屋施設に在院している女の子。元気だが落ち着きのない性格。
かりん
声：澄白キヨカ
樹より後に入院してきたお嬢様風の少女。みかんのことが好きな一方、樹に対してはきつく当たる。
ざくろ
声：金松由花
土屋施設に在院している、マイペースで無表情なゴスロリ少女。
母親に捨てられて以来、憎しみの感情を持っている。
すいか
声：木村あやか
土屋施設に在院している女の子。足の怪我により、松葉杖をついて生活している。
コンピュータゲームが好き。
ゆず
声：卯月優菜
土屋施設に在院している男の子で、女装をしている。女装時は兎の髪飾りをつけている。
樹を樹先生と呼んでいる。
ひかり
声：ありす
商店街によく出没する女の子。のちに土屋施設に入所した。
美雨（みう）
声：かわしまりの
土屋施設で働くメイドで、樹とは幼馴染にあたる。
雫（しずく）
声：奏雨
樹の父とともに施設経営にあたっていた女性。施設経営に慣れていない樹のサポートをしている。

### サブキャラクター
宗 誠司（そう せいじ）
声：秋山樹
「宗施設」の院長。関西弁。大好きな美雨を手に入れるべく、「土屋施設」をつぶしてでも引き抜きたいと考えている。
涼海（すずみ）
声：大波こなみ
るあの姉で、宗施設に在院している女の子。
るあ
声：赤月糸
涼海の妹で、宗施設に在院している女の子。活発な姉とは対照的におとなしい人物。
巣蓋さん（すぶたさん）
声：MI-KO
アダルトグッズ専門店「デジキュート」の店員。気弱なマゾヒストでメスブタを自称するも、それではかわいそうだからと言う理由で樹から巣蓋さんと呼ばれている。
店長の趣味により、猫耳に紐のついた首輪に裸エプロンと言う格好をさせられている。
赤井 宝交（あかい ほうこう）
声：佐々木大輔
いちごの父親。
蓮（れん）
声：大波こなみ
ざくろの母親。

## スタッフ
- 原画：こうぐちもと、かけなし
- シナリオ：処女血バンパイア、そのだまさき、左右田たかひろ（仮）、岩代昭貴、石垣辺銀、浅生柚子、他
- ウェブ4コマ/SD･EDカットイラスト：ゑむ
- BGM：Cute Sounds + 碓氷悠一朗

## 主題歌
- オープニングテーマ 「たべごろ☆1/2ふるーつ」歌：み〜こ 作詞・作曲・編曲：柏森進
- 挿入歌 「FLY-ALONE」歌：み〜こ 作詞：み〜こ 作曲：鶴田加茂 編曲：柏森進

## 評価
Getchu.comの人気投票「美少女ゲームランキング」のネーミング部門(Side Black)にて3位にランクインした。
また、キャラクター部門でのランクインはなかったものの、投票者からは登場人物の一人であるみかんを推す声があった。